# Anguisia verrucosa
Anguisia verrucosa är en mossdjursart som beskrevs av Jullien 1882. Anguisia verrucosa ingår i släktet Anguisia och familjen Oncousoeciidae. Inga underarter finns listade i Catalogue of Life.